# Seznam medailistů na mistrovství Československa a Česka mužů a žen v maratonském běhu

### Muži
| Rok          | Místo                | Zlato               | Výkon      | Stříbro            | Bronz                          |
| ------------ | -------------------- | ------------------- | ---------- | ------------------ | ------------------------------ |
| MR ČSR 1945  | Lány – Praha         | Karel Žemlička      | 2:39:28    | František Štrupp   | Václav Kadeřábek               |
| MR ČSR 1946  | Košice               | Václav Weisshäutel  | 2:54:19,0  | Václav Kadeřábek   | Štefan Alkus                   |
| MR ČSR 1947  | Praha – Podkozí      | Václav Weisshäutel  | 2:37:36,0  | Antonín Špiroch    | Josef Polesný                  |
| MR ČSR 1948  | Košice               | Václav Weisshäutel  | 2:42:38,8  | Antonín Špiroch    | Josef Polesný                  |
| MR ČSR 1949  | Košice               | Jaroslav Fiala      | 2:35:42,0  | Václav Weisshäutel | Vladimír Uttl                  |
| MR ČSR 1950  | Košice               | Jindřich Novák      | 2:40:15,2  | Václav Weisshäutel | František Augustín             |
| MR ČSR 1951  | Košice               | Jaroslav Štrupp     | 2:41:07,8  | Jaroslav Fiala     | Štefan Alkus                   |
| MR ČSR 1952  | Pardubice            | Jaroslav Šourek     | 2:37:51,6  | Jindřich Novák     | Walter Bednář                  |
| MR ČSR 1953  | Úpice                | Jaroslav Šourek     | 2:29:07,0  | Josef Poupě        | Walter Bednář                  |
| MR ČSR 1954  | Ostrava              | Jaroslav Šourek     | 2:32:49,0  | Drahomír Pechánek  | Josef Poupě                    |
| MR ČSR 1955  | Košice               | Jaroslav Šourek     | 2:26:05    | Walter Bednář      | Jiří Michálek                  |
| MR ČSR 1956  | Pardubice            | Pavel Kantorek      | 2:29:36,8  | Jiří Legierský     | Drahomír Pechánek              |
| MR ČSR 1957  | Ostrava              | Jaroslav Šourek     | 2:34:36,0  | Jiří Michálek      | Drahomír Pechánek              |
| MR ČSR 1958  | Košice               | Pavel Kantorek      | 2:29:37,2  | Jaroslav Šourek    | Drahomír Pechánek              |
| MR ČSR 1959  | Ostrava              | Pavel Kantorek      | 2:19:06,0  | Miroslav Ciboch    | Jaroslav Šourek                |
| MR ČSSR 1960 | Úpice                | Jaroslav Šourek     | 2:25:11,6  | Miroslav Ciboch    | Jiří Kohout                    |
| MR ČSSR 1961 | Košice               | Pavel Kantorek      | 2:23:50,4  | Václav Chudomel    | Miroslav Ciboch                |
| MR ČSSR 1962 | Čadca                | Pavel Kantorek      | 2:29:10,0  | Jaroslav Šourek    | Rudolf Kočička                 |
| MR ČSSR 1963 | Ostrava              | Václav Chudomel     | 2:40:25,0  | Štefan Diviš       | Miroslav Ciboch                |
| MR ČSSR 1964 | Košice               | Pavel Kantorek      | 2:25:55,4  | Václav Chudomel    | Vojtěch Hec                    |
| MR ČSSR 1965 | Čadca                | Miroslav Ciboch     | 2:34:27,6  | Adam Košťál        | Miroslav Bomar                 |
| MR ČSSR 1966 | Úpice                | Václav Chudomel     | 2:22:22,6  | Pavel Kantorek     | Miroslav Bomar                 |
| MR ČSSR 1967 | Znojmo               | Pavel Kantorek      | 2:32:37,0  | Josef Podmolík     | Vladimír Vejvančický           |
| MR ČSSR 1968 | Nové Mesto nad Váhom | Václav Chudomel     | 2:25:58,2  | Bohdan Müller      | Miroslav Ciboch                |
| MR ČSSR 1969 | Praha                | Václav Chudomel     | 2:35:52,6  | Luděk Kocián       | Karel Bieringer                |
| MR ČSSR 1970 | Košice               | Josef Podmolík      | 2:24:42,6  | Adam Košťál        | Luděk Kocián                   |
| MR ČSSR 1971 | Nové Mesto nad Váhom | Josef Podmolík      | 2:27:43,2  | Václav Mládek      | Václav Chudomel                |
| MR ČSSR 1972 | Domažlice            | Josef Podmolík      | 2:25:00,4  | Jiří Stehlík       | Karel Cviček                   |
| MR ČSSR 1973 | Otrokovice           | Václav Mládek       | 2:21:59,2  | Jiří Stehlík       | Pavel Lichnovský               |
| MR ČSSR 1974 | Domažlice            | Pavel Lichnovský    | 2:26:25,4  | Jiří Stehlík       | Jan Štrup                      |
| MR ČSSR 1975 | Košice               | Václav Mládek       | 2:18:02,0  | Ondrej Zeleňanský  | Jiří Stehlík                   |
| MR ČSSR 1976 | Domažlice            | Ondrej Zeleňanský   | 2:20:57,8  | Ľudovít Vojtko     | Jaroslav Kocourek              |
| MR ČSSR 1977 | Banská Bystrica      | Josef Jánský        | 2:18:53,4  | Jozef Machálek     | Ondrej Zeleňanský              |
| MR ČSSR 1978 | Košice               | Josef Jánský        | 2:17:32,14 | Jozef Machálek     | Pavol Madár                    |
| MR ČSSR 1979 | Košice               | Stanislav Tománek   | 2:15:41    | Josef Jánský       | Jozef Madár                    |
| MR ČSSR 1980 | Košice               | Pavol Madár         | 2:15:44    | František Višnický | Stanislav Tománek              |
| MR ČSSR 1981 | Košice               | Pavol Madár         | 2:19:12    | František Pechek   | Ladislav Řezáč                 |
| MR ČSSR 1982 | Košice               | Miloslav Bečka      | 2:19:08    | Stanislav Tománek  | Mojmír Láníček                 |
| MR ČSSR 1983 | Domažlice            | František Pechek    | 2:22:44    | Ondřej Němec       | Zdeněk Zalubil                 |
| MR ČSSR 1984 | Brezno               | Stanislav Tománek   | 2:12:34    | František Jelínek  | František Pechek (kratší trať) |
| MR ČSSR 1985 | Košice               | Miroslav Bečka      | 2:23:09    | Atila Barus        | Ondřej Němec                   |
| MR ČSSR 1986 | Praha                | Miroslav Bečka      | 2:19:39    | Mojmír Láníček     | Atila Barus                    |
| MR ČSSR 1987 | Košice               | Karel David         | 2:15:20    | Miroslav Bauckmann | Vlastimil Bukovjan             |
| MR ČSSR 1988 | Nové Mesto nad Váhom | Vlastimil Bukovjan  | 2:19:15    | Miroslav Bečka     | Jiří Čivrný                    |
| MR ČSSR 1989 | Košice               | Karel David         | 2:18:39    | Vlastimil Bukovjan | Alexandr Neuwirth              |
| MR ČSFR 1990 | Otrokovice           | Alexandr Neuwirth   | 2:22:57    | Róbert Štefko      | Petr Bukovjan                  |
| MR ČSFR 1991 | Praha                | Vlastimil Bukovjan  | 2:18:21    | Alexandr Neuwirth  | Pavel Baběrád                  |
| MR ČSFR 1992 | Domažlice            | Alexandr Neuwirth   | 2:19:01    | Vlastimil Bukovjan | Jaroslav Ženčák                |
| MR ČR 1993   | Otrokovice           | Rudolf Jun          | 2:19:19    | Alexandr Neuwirth  | Petr Bukovjan                  |
| MR ČR 1994   | Pardubice            | Peter Klimeš        | 2:18:28    | Pavel Kryška       | Alexandr Neuwirth              |
| MR ČR 1995   | Pardubice            | Petr Bukovjan       | 2:20:33    | Milan Machalický   | Vladimír Vašek                 |
| MR ČR 1996   | Ostrava              | Vlastimil Bukovjan  | 2:22:48    | Václav Ožana       | Alexander Neuwirth             |
| MR ČR 1997   | Mělník               | Václav Ožana        | 2:29:58    | Václav Filip       | Jiří Lenča                     |
| MR ČR 1998   | Praha                | Pavel Kryška        | 2:17:13    | Jan Bláha          | Petr Klimeš                    |
| MR ČR 1999   | Praha                | Pavel Kryška        | 2:19:19    | Karel David        | Jan Bláha                      |
| MR ČR 2000   | Praha                | Jan Bláha           | 2:18:43    | Petr Klimeš        | Pavel Kryška                   |
| MR ČR 2001   | Vyškov               | Jan Bláha           | 2:15:54    | Pavel Novák        | Peter Klimeš                   |
| MR ČR 2002   | Praha                | Jiří Wallenfels     | 2:25:52    | Františk Karlík    | Petr Hlavenka                  |
| MR ČR 2003   | Praha                | Jan Bláha           | 2:22:21    | Pavel Kryška       | Jiří Wallenfels                |
| MR ČR 2004   | Praha                | Róbert Štefko       | 2:12:35    | Mulugeta Serbessa  | Pavel Novák                    |
| MR ČR 2005   | Praha                | Jan Bláha           | 2:17:59    | Jiří Žák           | Jiří Wallenfels                |
| MR ČR 2006   | Praha                | Pavel Faschingbauer | 2:17:13    | Pavel Novák        | Jan Bláha                      |
| MR ČR 2007   | Praha                | Pavel Faschingbauer | 2:18:55    | Pavel Novák        | Leoš Pelouch                   |
| MR ČR 2008   | Praha                | Róbert Štefko       | 2:23:53    | Petr Havelka       | Daniel Orálek                  |
| MR ČR 2009   | Praha                | Mulugeta Serbessa   | 2:27:16    | Petr Pechek        | Róbert Štefko                  |
| MR ČR 2010   | Praha                | Petr Pechek         | 2:22:18    | Mulgeta Serbessa   | Pavel Novák                    |
| MR ČR 2011   | Praha                | Petr Pechek         | 2:18:28    | Robert Krupička    | Mulugeta Serbessa              |
| MR ČR 2012   | Praha                | Jan Kreisinger      | 2:16:26    | Petr Pechek        | Robert Krupička                |
| MR ČR 2013   | Praha                | Jiří Homoláč        | 2:21:37    | Petr Pechek        | Mulugeta Serbessa              |
| MR ČR 2014   | Praha                | Petr Pechek         | 2:21:41    | Vít Pavlišta       | Jiří Homoláč                   |
| MR ČR 2015   | Praha                | Vít Pavlišta        | 2:17:51    | Jiří Homoláč       | Petr Pechek                    |
| MR ČR 2016   | Praha                | Petr Pechek         | 2:22:14    | Robert Krupička    | Pavel Dymák                    |
| MR ČR 2017   | Praha                | Petr Pechek         | 2:21:22    | Vít Pavlišta       | Jan Kohut                      |
| MR ČR 2018   | Praha                | Jiří Homoláč        | 2:20:09    | Petr Pechek        | Vít Pavlišta                   |
| MR ČR 2019   | Praha                | Vít Pavlišta        | 2:16:30    | Jiří Homoláč       | Petr Pechek                    |
| MR ČR 2020   | Praha                | neproběhlo          |            | neproběhlo         | neproběhlo                     |
| MR ČR 2021   | Praha                | Vít Pavlišta        | 2:18:28    | Jiří Homoláč       | Jan Kohut                      |
| MR ČR 2022   | Praha                | Jiří Homoláč        | 2:18:44    | Petr Pechek        | Ondřej Fejfar                  |
| MR ČR 2023   | Praha                | Vít Pavlišta        | 2:19:14    | Ondřej Fejfar      | Yann Havlena                   |
| MR ČR 2024   | Praha                | Martin Edlman       | 2:22:19    | Patrik Vebr        | Tomáš Edlman                   |
| MR ČR 2025   |                      |                     |            |                    |                                |

### Ženy
| Rok          | Místo                | Zlato                   | Výkon   | Stříbro                      | Bronz                                    |
| ------------ | -------------------- | ----------------------- | ------- | ---------------------------- | ---------------------------------------- |
| MR ČSSR 1981 | Košice               | Jarmila Urbanová        | 2:53:46 | Mária Nagyová                | Anna Vaněčková                           |
| MR ČSSR 1982 | Košice               | Vlasta Rulcová          | 2:47:46 | Jarmila Urbanová             | Helena Bidmonová                         |
| MR ČSSR 1983 | Domažlice            | Helena Bidmonová        | 2:50:15 | Věra Stanovská               | Anna Klausová nedokončila                |
| MR ČSSR 1984 | Brezno               | Hana Horáková           | 2:40:33 | Vlasta Rulcová               | Věra Stanovská                           |
| MR ČSSR 1985 | Košice               | Valja Vaňkátová         | 3:02:18 | Anna Pitlová                 | Blanka Vaňková                           |
| MR ČSSR 1986 | Praha                | Hana Horáková           | 2:40:17 | Eva Kissová                  | Ľudmila Melicherová nedokončila          |
| MR ČSSR 1987 | Košice               | Ivana Mociková          | 2:47:34 | Karla Kolenovská             | Dana Kelnarová                           |
| MR ČSSR 1988 | Nové Mesto nad Váhom | Dana Kelnarová          | 2:54:12 | Markéta Houšková             | startovaly jen 2 atletky, titul neudělen |
| MR ČSSR 1989 | Košice               | Alena Peterková         | 2:31:28 | Mária Starovská              | Dana Hajná                               |
| MR ČSFR 1990 | Otrokovice           | Vlasta Rulcová          | 3:02:04 | Jarmila Šuniarová            | Ivana Brožová                            |
| MR ČSFR 1991 | Praha                | Mária Starovská         | 2:46:00 | Vlasta Rulcová               | Jarmila Šuniarová                        |
| MR ČSFR 1992 | Domažlice            | soutěž se neuskutečnila | xxx     | soutěž se neuskutečnila      | soutěž se neuskutečnila                  |
| MR ČR 1993   | Otrokovice           | Alena Peterková         | 3:02:04 | Eva Novotná                  | Anežka Janečková – startovaly 3 atletky  |
| MR ČR 1994   | Pardubice            | Alena Peterková         | 2:31:47 | Radka Pátková                | startovaly jen 2 atletky, titul neudělen |
| MR ČR 1995   | Pardubice            | Alena Peterková         | 2:27:00 | Monika Deverová-Hamhalterová | Dana Hajná                               |
| MR ČR 1996   | Ostrava              | Kateřina Gerová-Šromová | 3:29:47 | xxx                          | startovala jen 1 atletka, titul neudělen |
| MR ČR 1997   | Mělník               | Vlasta Rulcová          | 3:14:52 | Petra Havlová                | startovaly jen 2 atletky, titul neudělen |
| MR ČR 1998   | Praha                | Taťána Metelková        | 2:53:00 | Karla Mališová               | Petra Havlová                            |
| MR ČR 1999   | Praha                | Taťána Metelková        | 2:58:05 | Pavla Loudová                | Ivana Martincová                         |
| MR ČR 2000   | Praha                | Alena Peterková         | 2:31:08 | Ivana Martincová             | Taťána Metelková                         |
| MR ČR 2001   | Vyškov               | Alena Peterková         | 2:37:07 | Ivana Martincová             | Petra Havlová                            |
| MR ČR 2002   | Praha                | Jana Klimešová          | 2:47:24 | Milena Procházková           | Hana Haroková                            |
| MR ČR 2003   | Praha                | Ivana Martincová        | 2:50:42 | Radka Churaňová              | Milena Procházková                       |
| MR ČR 2004   | Praha                | Radka Churáňová         | 2:45:29 | Ivana Martincová             | Jana Klimešová                           |
| MR ČR 2005   | Praha                | Ivana Martincová        | 2:58:00 | Radka Churáňová              | Monika Doleželová                        |
| MR ČR 2006   | Praha                | Ivana Martincová        | 2:51:50 | Radka Churáňová              | Anna Báčová                              |
| MR ČR 2007   | Praha                | Veronika Brychcinová    | 2:40:50 | Petra Havlová                | Anna Báčová                              |
| MR ČR 2008   | Praha                | Ivana Martincová        | 2:53:01 | Petra Krejčová               | Marie Dostálová                          |
| MR ČR 2009   | Praha                | Ivana Martincová        | 2:55:31 | Lenka Šibravová              | Jana Lelut                               |
| MR ČR 2010   | Praha                | Radka Churáňová         | 2:59:24 | Ivana Martincová             | Simona Koščová                           |
| MR ČR 2011   | Praha                | Radka Churaňová         | 2:53:12 | Lenka Šibravová              | Michaela Dimitriadu                      |
| MR ČR 2012   | Praha                | Petra Pastorová         | 2:39:42 | Radka Churaňová              | Michaela Mertová                         |
| MR ČR 2013   | Praha                | Petra Pastorová         | 2:36:44 | Radka Churaňová              | Šárka Macháčková                         |
| MR ČR 2014   | Praha                | Kateřina Kriegelová     | 2:51:07 | Petra Kamínková              | Daniela Havránková                       |
| MR ČR 2015   | Praha                | Šárka Macháčková        | 2:51:01 | Tereza Zuzánková             | Radka Churaňová                          |
| MR ČR 2016   | Praha                | Eva Vrabcová Nývltová   | 2:30:10 | Ivana Sekyrová               | Radka Chráňová                           |
| MR ČR 2017   | Praha                | Petra Pastorová         | 2:46:34 | Radka Churaňová              | Tereza Ďurdiaková                        |
| MR ČR 2018   | Praha                | Petra Pastorová         | 2:48:40 | Marcela Joglová              | Ivana Sekyrová                           |
| MR ČR 2019   | Praha                | Petra Pastorová         | 2:42:22 | Tereza Ďurdiaková            | Barbora Jíšová                           |
| MR ČR 2020   | Praha                | asi neproběhlo          |         | asi neproběhlo               | asi neproběhlo                           |
| MR ČR 2021   | Praha                | Eva Vrabcová Nývltová   | 2:27:07 | Moira Stewartová             | Magdalena Horká                          |
| MR ČR 2022   | Praha                | Marcela Joglová         | 2:39:23 | Barbora Macurová             | Petra Pastorová                          |
| MR ČR 2023   | Praha                | Moira Stewartová        | 2:31:44 | Barbora Macurová             | Eva Filipiová                            |
| MR ČR 2024   | Praha                | Petra Pastorová         | 2:47:03 | Eva Filipiová                | Barbora Jíšová                           |
| MR ČR 2025   |                      |                         |         |                              |                                          |